# ヤン・ベドナレク
ヤン・カツペル・ベドナレク（ポーランド語: Jan Kacper Bednarek 、1996年4月12日 - ）は、ポーランド・ヴィエルコポルスカ県スウプツァ出身のプロサッカー選手。リーガ・ポルトガル・FCポルト所属。ポーランド代表。ポジションはディフェンダー（センターバック）。
エールディヴィジ・スパルタ・ロッテルダムに所属するフィリップ・ベドナレクは実兄。

## 経歴

### クラブ
レフ・ポズナンの下部組織で育成され、2013年に17歳でプロデビュー。2015–16シーズンはグルニク・ウェンチナにレンタル移籍した。
2017年7月1日、サウサンプトンFCに500万ポンドで移籍、5年契約を結んだ。
2022年9月1日、アストン・ヴィラFCにローン移籍。2023年1月22日、レンタル先のアストン・ヴィラからサウサンプトンに早期復帰を発表。
2025年7月28日、ポルトガルのFCポルトに完全移籍し4年契約を結んだ。

### 代表
2017年9月4日のカザフスタン戦でポーランド代表デビュー。
2018 FIFAワールドカップの本大会メンバーにも選出され、グループステージ3試合に出場。第3戦の日本戦では代表初得点を決めた。試合後、サウサンプトンでチームメイトだった吉田麻也と健闘を祝った。

## 代表歴

### 出場大会
- ポーランド代表
  - 2018 FIFAワールドカップ
  - 2022 FIFAワールドカップ

### 試合数
- 国際Aマッチ 54試合 1得点（2017年-）[8]

| ポーランド代表 | 国際Aマッチ | 国際Aマッチ |
| 年             | 出場        | 得点        |
| -------------- | ----------- | ----------- |
| 2017           | 1           | 0           |
| 2018           | 11          | 1           |
| 2019           | 9           | 0           |
| 2020           | 6           | 0           |
| 2021           | 10          | 0           |
| 2022           | 9           | 0           |
| 2023           | 8           | 0           |
| 2024           |             |             |
| 通算           | 54          | 1           |